# Колю Аврамов
Вижте пояснителната страница за други личности с името Никола (Кольо) Аврамов.
Колю Аврамов е български революционер, войвода на Вътрешната македоно-одринска революционна организация.

## Биография
Аврамов е роден в Нова Загора, България. Влиза във ВМОРО. През Илинденско-Преображенското въстание с чета от 80 души се сражава с редовна турска войска край село Мезек.